# هدهد درختی نوک‌سیاه
هدهد درختی نوک‌سیاه (نام علمی: Phoeniculus somaliensis) نام یک گونه از سرده هدهد درختی است.